# Insula (zgradba)
V rimski arhitekturi je bila insula ('otok', množina insulae) nekakšna stanovanjska stavba, v kateri je živela večina mestnega prebivalstva antičnega Rima, vključno z navadnimi ljudmi nižjega ali srednjega razreda (plebs) in vsi, razen najbogatejših iz zgornjega srednjega razreda (equites). Izraz je bil uporabljen tudi za označevanje mestnega bloka.
Tradicionalna elita in zelo bogati so živeli v domus, velikih enodružinskih bivališčih – hišah, vendar sta bili dve vrsti stanovanj prepleteni v mestu in ne ločeni v posebnih soseskah . Pritlično nadstropje insule je bilo uporabljeno za točilnice, trgovine in delavnice, v zgornjih nadstropjih so stanovali. Kot sodobne stanovanjske stavbe je imela lahko insula tudi ime, ki se je običajno nanašalo na lastnika stavbe.

## Zgradba
Strabon ugotavlja, da so imele insule, kot domus, tekočo vodo in sanitarije. Toda tovrstna stanovanja so bila včasih zgrajena z minimalnimi stroški za špekulativne namene, kar je povzročilo slabo gradnjo. Zgrajene so bile iz lesa, blatne opeke in kasneje primitivnega betona in so bile nagnjene k požarom in propadu, kot je opisal Juvenal, čigar satirični namen v pisni obliki je treba upoštevati. Med mnogimi poslovnimi interesi je Mark Likinij Kras špekuliral z nepremičninami in imel številne insule v mestu. Ko je kakšna propadla zaradi slabe gradnje, je Ciceron domnevno izjavil, da je Kras zadovoljen, da lahko zaračuna višjo najemnino za novo stavbo, kot je bila propadla.
Dnevni prostori so bili običajno najmanjši v najvišjem nadstropju stavbe, največji in najdražji apartmaji pa so bili na spodnjih nadstropjih. Insule so bile visoke do šest ali sedem nadstropij in kljub omejitvam višine v imperialni dobi so nekatere dosegle osem ali devet nadstropij . Izjemno velika Insula Felicles ali Felicula je bila v bližini Flaminijevega cirkusa v Regio IX; zgodnjekrščanski pisatelj Tertulijan obsoja prevzetnost večnadstropnih stavb s primerjavo Felicles z visokimi domovi bogov . Ena insula je lahko sprejela več kot 40 ljudi v samo 330 kvadratnih metrih; vendar pa je celotna zgradba običajno imela od 6 do 7 stanovanj, vsako je imelo 92 kvadratnih metrov. In so bile ob vznožju Kapitolskega griča.
Zaradi varnostnih vprašanj in dodatnih stopnic, so bile najvišja nadstropja najmanj zaželena in zato najcenejša za najem.

## Ureditev in upravljanje
Avgust je uvedel reforme, namenjene povečanju varnosti stavb v Rimu. Po velikem požaru v Rimu so zaradi nevarnosti požara in propada omejili višino insul na 70 rimskih čevljev, imenovanih pes (20,7 m) in pod cesarjem Neronom do 60 rimskih čevljev (17,75 m). Po regionalnih katalogih iz 4. stoletja je bilo v mestu okoli 42.000 do 46.000 insul, v primerjavi s približno 1790 domusov v poznem 3. stoletju. Za klasično demografijo se uporabljajo podatki o številu insul in v manjši meri domusov. Prebivalstvo mesta v poznem 3. stoletju naj bi se gibalo med 700–800.000, kar je manj kot 1 milijon, kar temelji tudi na podatkih o količini žita, ki je bil potreben za prehrano prebivalstva v Rimu in okolici.